# Lee Moore (cestista)
Lee Moore (Kennesaw, 9 agosto 1995) è un cestista statunitense.

## Carriera
Il 25 agosto 2016 si unisce per un periodo di prova con la Leonessa Brescia, venendo poi tesserato ufficialmente per tutta la stagione l'11 settembre seguente, con opzione per l'anno successivo. Il 6 luglio 2021, dopo tre stagioni fa ritorno a giocare nella città lombarda.
Il 1 luglio 2025, firma un contratto annuale con la Fortitudo Bologna.

## Palmarès
- FIBA Europe Cup: 1

Włocławek: 2022-2023
- Coppa d'Olanda: 1

Heroes Den Bosch: 2024